# Cuộc tình để nhớ
Cuộc tình để nhớ (tiếng Anh: An affair to remember) là một phim ái tình của đạo diễn Leo McCarey, phát hành ngày 2 tháng 7 năm 1957. Sau hơn nửa thế kỷ từ khi xuất hiện, tác phẩm vẫn được Viện Điện ảnh Mỹ đánh giá là một trong những phim lãng mạn đáng coi nhất mọi thời đại.

## Nội dung
Truyện phim được làm lại từ xuất phẩm Cuộc tình (Love affair) đã phát hành năm 1939.
Tay chơi lịch lãm Nick Ferrente (Cary Grant) và cô ca sĩ hộp đêm xinh đẹp Terry McKay (Deborah Kerr) tình cờ gặp nhau trên du thuyền khi họ sắp về lại New York với hôn phu và hôn thê của mình. Nhưng người này chỉ thoáng thấy người kia, họ đã cảm thấy mình thuộc về nhau và không thể cưỡng lại tình cảm cho nhau. Nick và Terry quyết nghị hẹn hò sau sáu tháng nữa, họ sẽ gặp nhau trên đỉnh tháp Empire State. Thế rồi một tai nạn khủng khiếp đã xảy ra khiến Terry lỡ hẹn. Nick nghĩ rằng cô đã kết hôn hoặc không còn yêu mình nữa...

## Sản xuất

### Kỹ thuật
The film was a remake of McCarey's 1939 film Love Affair, starring Irene Dunne and Charles Boyer. An Affair to Remember was almost identical to Love Affair on a scene-to-scene basis. McCarey used the same screenplay as the original film, which was penned by Delmer Daves and Donald Ogden Stewart. Also, the character name "Terry McKay" appears in both films. Bộ phim đã được phát hành dưới nhiều định dạng khác nhau, bao gồm: VHS, Laserdisc, VCD, DVD và Blu-ray.
Contributing to the success of the 1957 film is its theme song, "An Affair to Remember (Our Love Affair)", composed by Harry Warren and with lyrics by Leo McCarey and Harold Adamson, which has since become a jazz standard. Sung by Vic Damone over opening credits.
- Continué
  - Sung by Marni Nixon (dubbing for Deborah Kerr)
- The Tiny Scout (He Knows You Inside Out)
- Tomorrow Land
- You Make It Easy To Be True

### Diễn xuất
- Cary Grant... Nicolò (Nickie) Ferrante
- Deborah Kerr... Terry McKay (Marni Nixon lồng giọng ca)
- Richard Denning... Kenneth Bradley
- Neva Patterson... Lois Clark
- Cathleen Nesbitt... Janou - bà của Nicolò
- Robert Q. Lewis
- Charles Watts... Ned Hathaway
- Fortunio Bonanova... Courbet
- Dorothy Adams
- Richard Allen
- Geneviève Aumont
- Al Bain

## Phê bình

### Công luận
The film currently holds a 64% rating on Rotten Tomatoes based on 28 reviews, despite receiving four Oscar nominations.

### Vinh danh
The film was nominated for Best Cinematography, Best Costume Design, Best Original Song and Best Original Score at the 30th Academy Awards.
- AFI's 100 Years...100 Movie Quotes:
  - "Oh, it was nobody's fault but my own. I was looking up. It was the nearest thing to heaven. You were there."—Nominated